# Sosna Falenicka
Sosna Falenicka – sosna zwyczajna rosnąca w Warszawie między linią kolejową nr 7 a wschodnią jezdnią ulicy Patriotów, między jej skrzyżowaniem z ulicami Świtezianki i Ochoczą. Pomnik przyrody od 2021.

## Opis
Sosna Falenicka rośnie w Warszawie, w Falenicy, na skraju ulicy Patriotów przy wjeździe do tego miasta z Józefowa. Jej pień pochyla się nad jezdnią, tworząc jednostronny łuk. Z tego względu określana jest metaforycznie jako brama miasta lub rogatka wawerska.
W 2021 obwód pnia na wysokości 130 cm wynosił 216 cm, co daje pierśnicę 69 cm. W tym czasie jej wysokość wynosiła 7,5 m. Korona miała średnicę ok. 9,5 m, a najszersza średnica rzutu drzewa – 12 m.

## Historia
Sosna zaistniała szerzej w opinii publicznej w 2018, wówczas jej wiek szacowano na ok. 50 lat. W tym czasie ogłoszono, że w związku z planami modernizacji linii kolejowej nr 7 (linii otwockiej), musi być wycięta, bo w jej miejscu zaplanowano budowę przejścia podziemnego. Plany te wzbudziły protesty aktywistów, w tym radnych. Początkowo zaangażowane było Stowarzyszenie Razem Dla Wawra i działacze lokalni, następnie włączyło się Miasto Jest Nasze i kolejne osoby. Władze Warszawy wszczęły procedurę uznania drzewa za pomnik przyrody, a rada osiedla Falenica zgłosiła je do konkursu Drzewo Roku w edycji z 2020. W konkursie tym sosna zajęła drugie miejsce. 
Początkowo Regionalna Dyrekcja Ochrony Środowiska (RDOŚ) w Warszawie uznała, że stan drzewa nie pozwala na objęcie go ochroną, bo stwarza zagrożenie dla infrastruktury. W wyniku odwołania miasta Generalny Dyrektor Ochrony Środowiska w całości uchylił wcześniejsze postanowienie RDOŚ i postępowanie wznowiono, a Rada m.st. Warszawy ustanowiła tę formę ochrony 18 listopada 2021, ze skutkiem od 15 grudnia 2021. W kwietniu 2022 okiść spowodowała złamanie części korony.
Aktywność związana z ochroną sosny przed wycinką sprawiła, że stała się ona lokalną atrakcją i symbolem działań na rzecz przyrody.